# Чечуй
Чечу́й — река в Иркутской области России, правый приток Лены.
Длина реки — 231 км. Площадь водосборного бассейна — 6290 км².

## Гидрология
Среднегодовой расход воды — 114,55 м³/с.
Питание смешанное. Замерзает в октябре, вскрывается в мае. Характерны летние дождевые паводки.
| Средний расход воды (м³/с) реки Чечуй по месяцам с 1959 по 1990 гг. (замеры производились на гидрологическом посту в 6 км от устья) |